# Уэлс (Миннесота)
Уэлс (англ. Wells) — город в округе Фэрибо, штат Миннесота, США. На площади 3,5 км² (3,5 км² — суша, водоёмов нет), согласно переписи 2002 года, проживают 2494 человека. Плотность населения составляет 713 чел./км². 
- Телефонный код города — 507
- Почтовый индекс — 56097
- FIPS-код города — 27-69106[1]
- GNIS-идентификатор — 0653904[2]